# 米庫拉斯五世
米庫拉斯五世（捷克語：Mikuláš V. Krnovský，約1409年—1452年），克爾諾夫公爵，奧帕瓦公爵揚二世的次子。

## 家庭
1435年，米庫拉斯與瑪格麗特·克蕾姆（Margaret Clemm）結婚，兩人共有2子1女：
1. 揚四世（約1440年—1483年）
2. 瓦茨拉夫（英语：Wenceslaus III, Duke of Rybnik）（約1442年—1478年）
3. 芭芭拉（1445年—1510年）